# Mendy Morein
Mendy Morein, né le 22 mai 1926, à Montréal, au Canada et décédé le 1er avril 2003, à Palm Beach, en Floride, est un ancien joueur canadien de basket-ball.